# Monte Ulía
Ulía (en euskera Ulia o Uliamendi) es un monte de San Sebastián que se extiende desde los barrios de Gros y Ulía hasta Pasajes. 
En su extremo occidental está la playa de Zurriola y en su extremo oriental el puerto de Pasajes. Alcanza una altitud de 235 m s. n. m..
Durante varios siglos y desde la Edad Media se colocaban oteadores en la roca de la parte más alta del monte para avisar de la presencia de ballenas a los pescadores del puerto de San Sebastián.
Para proteger su riqueza natural, estos parajes están definidos como parque natural protegido.

## Acantilados, parque natural protegido
En mayo de 1992, el Consejo Europeo aprobó la directiva 92/43 relativa a la conservación de hábitats naturales, fauna y flora.
En diciembre de 1997, atendiendo a sus hábitats, fauna y flora, el Gobierno vasco propuso que los acantilados de Ulía se designasen Lugar de Importancia Comunitaria europea (LIC), enviando a Bruselas la ficha correspondiente (código: ES2120014; superficie 43ha).
En diciembre de 2004 se confirmó como LIC y este lugar pasó a ser un espacio natural protegido de rango europeo e integrado en la red natura 2000.

Animalitos en el parque de Monte Ulia
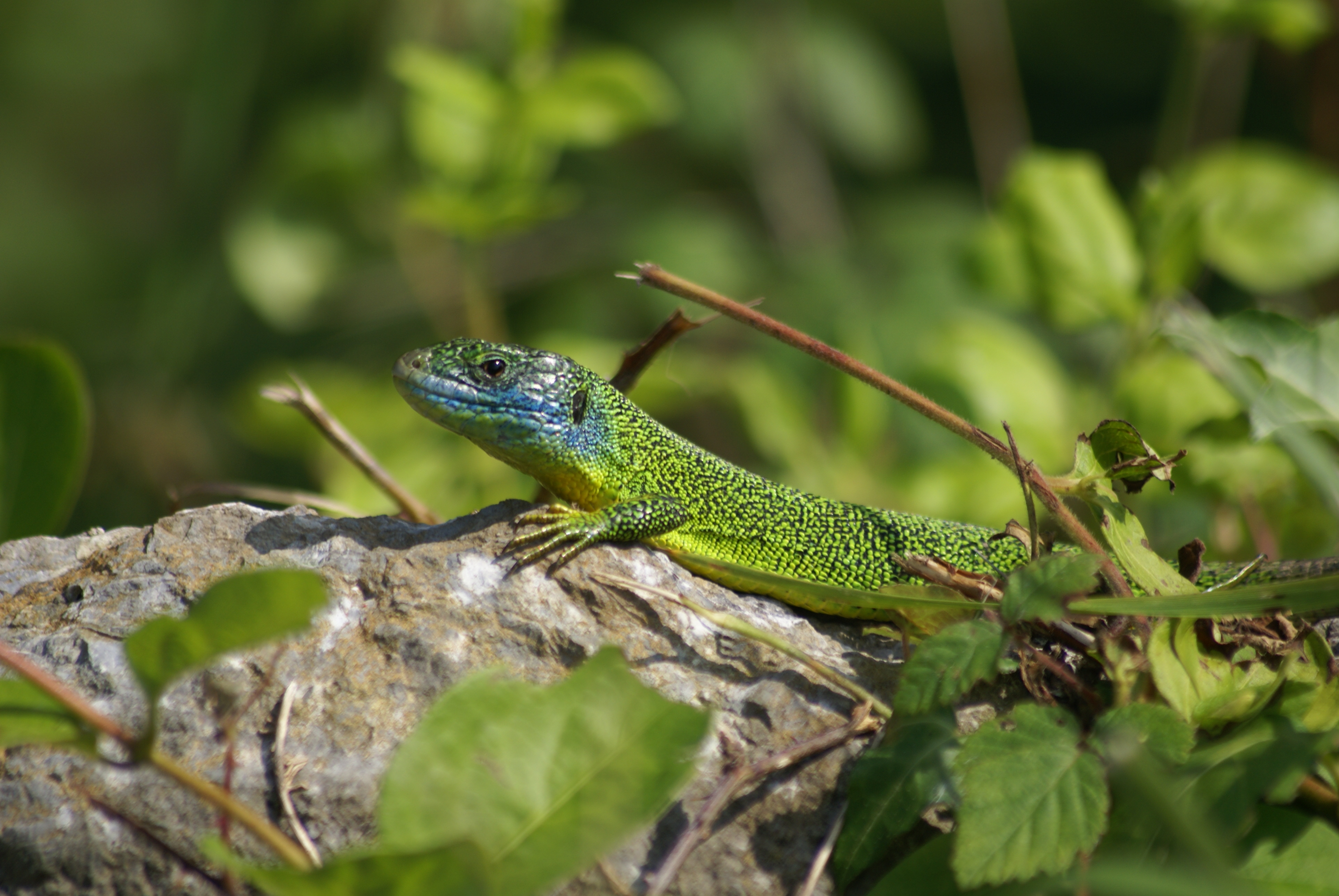
Lagarto (lacerta bilineata)
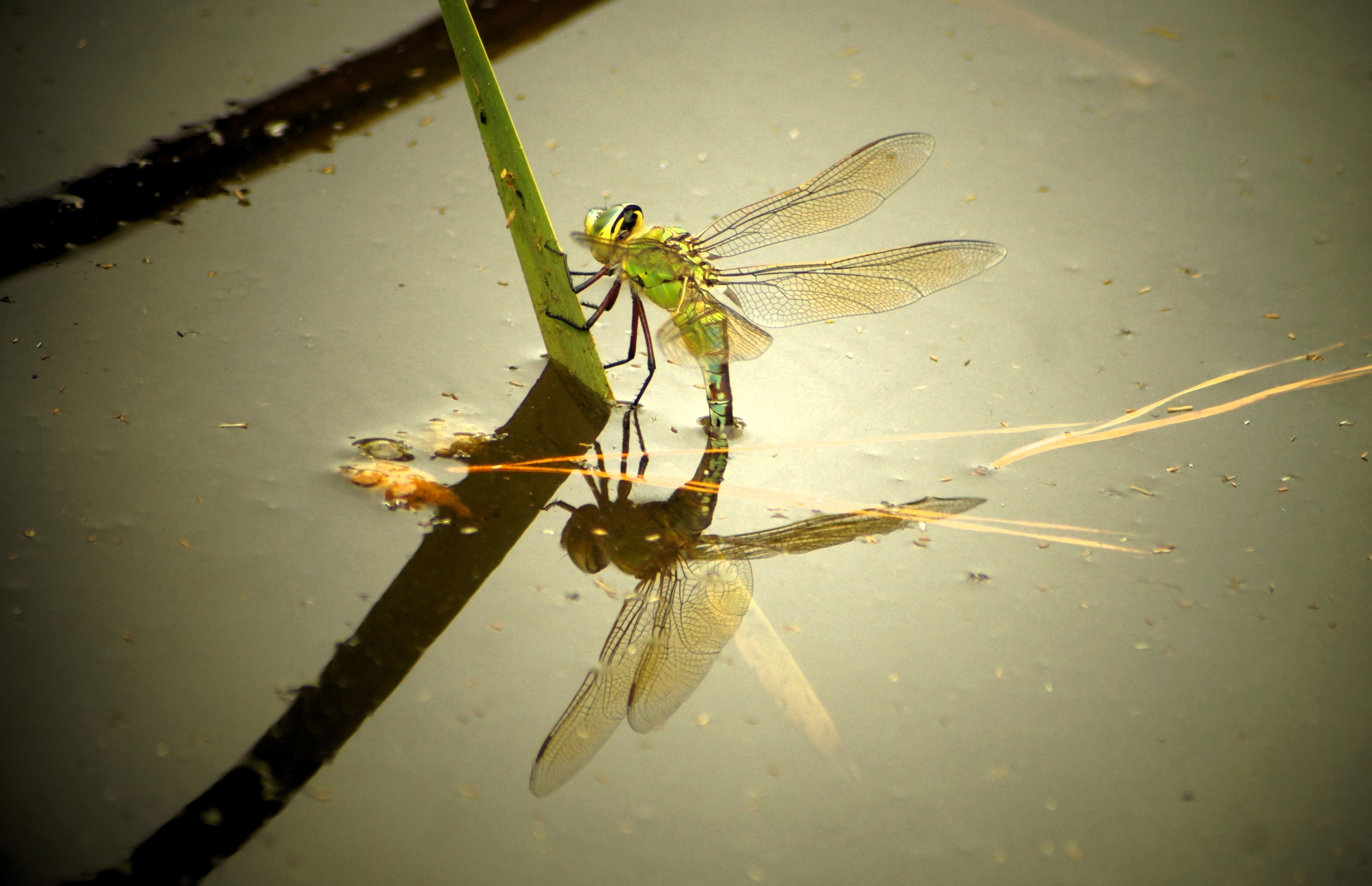
Libélula (Anax imperator)
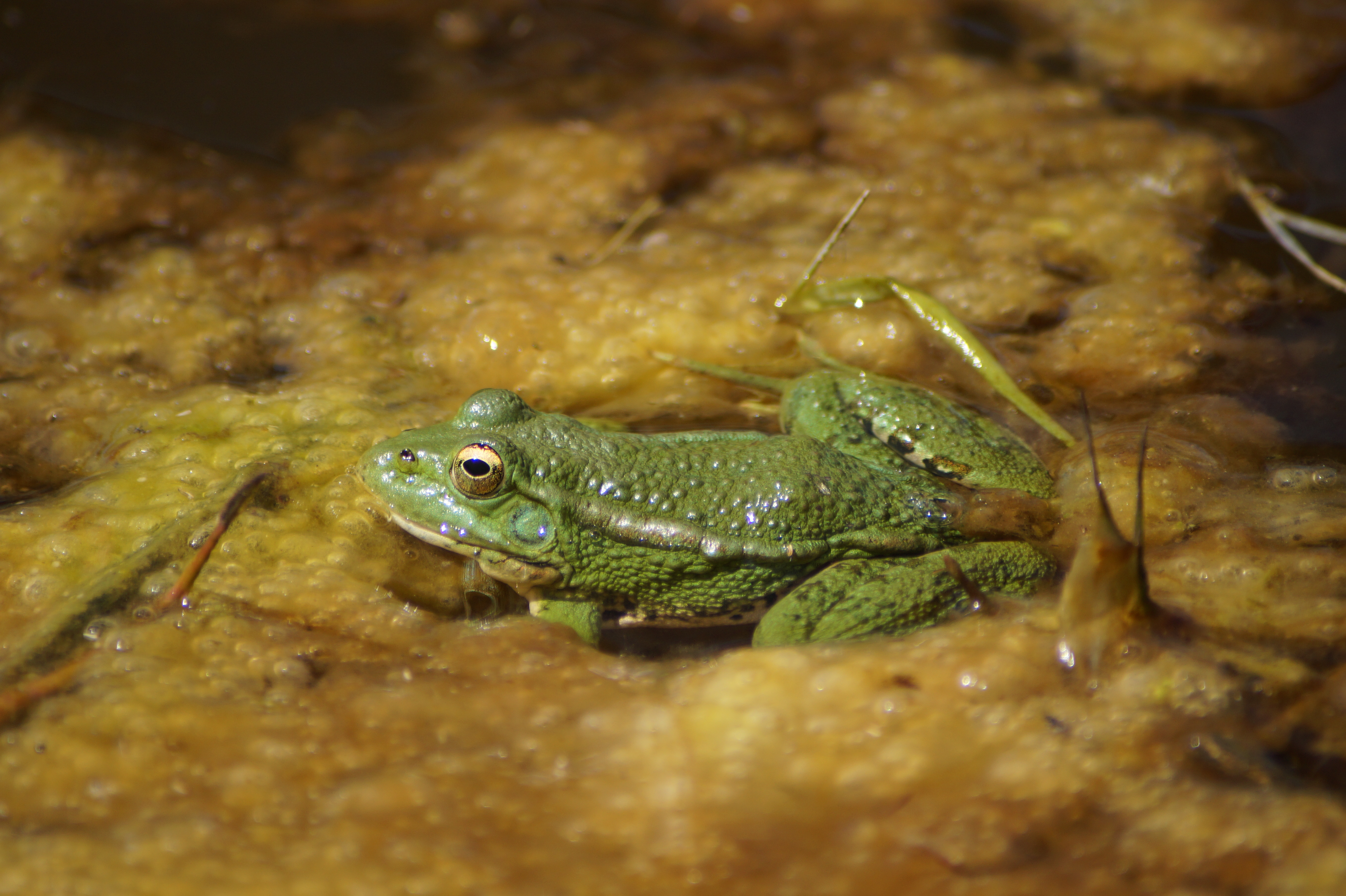
Rana
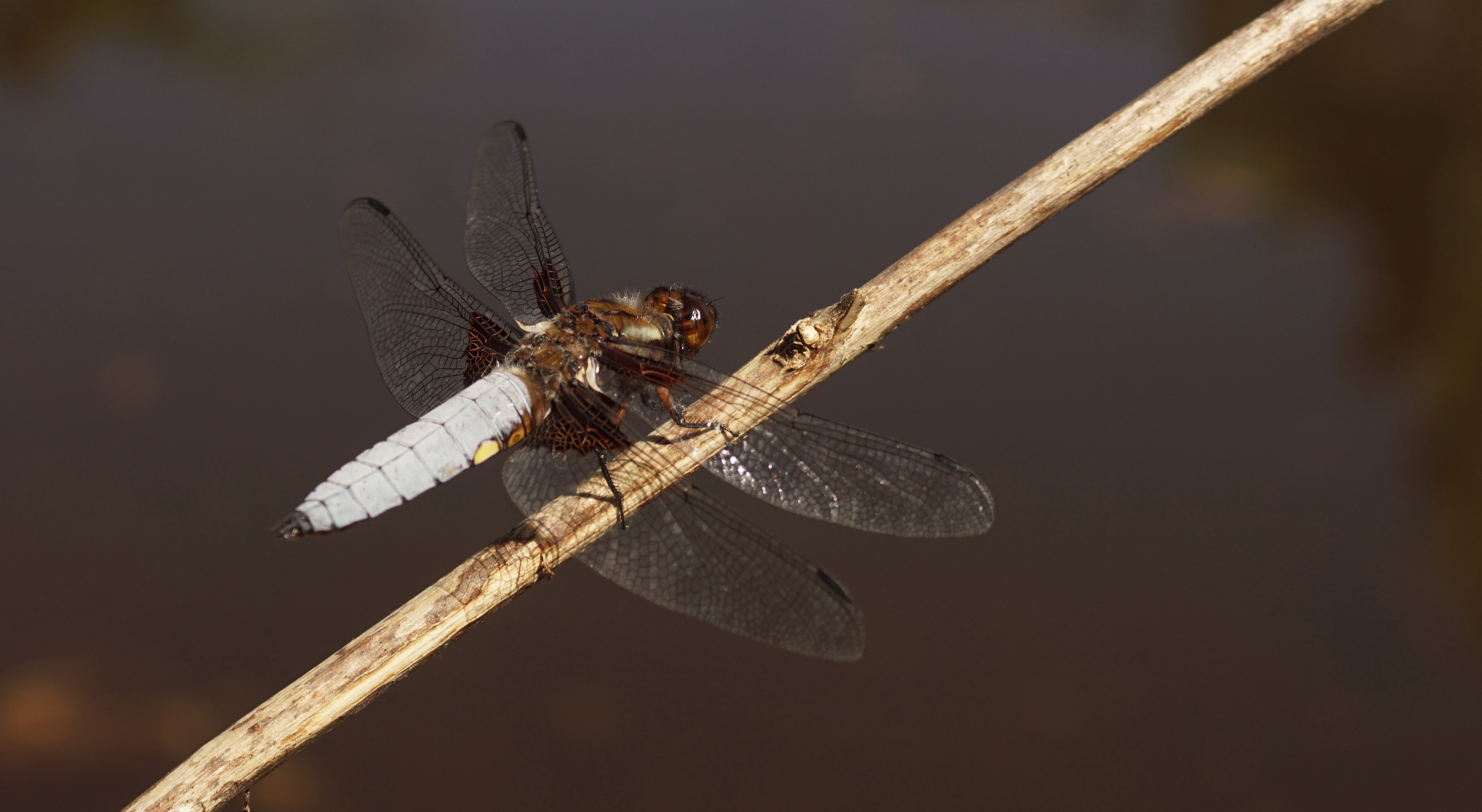
Libélula
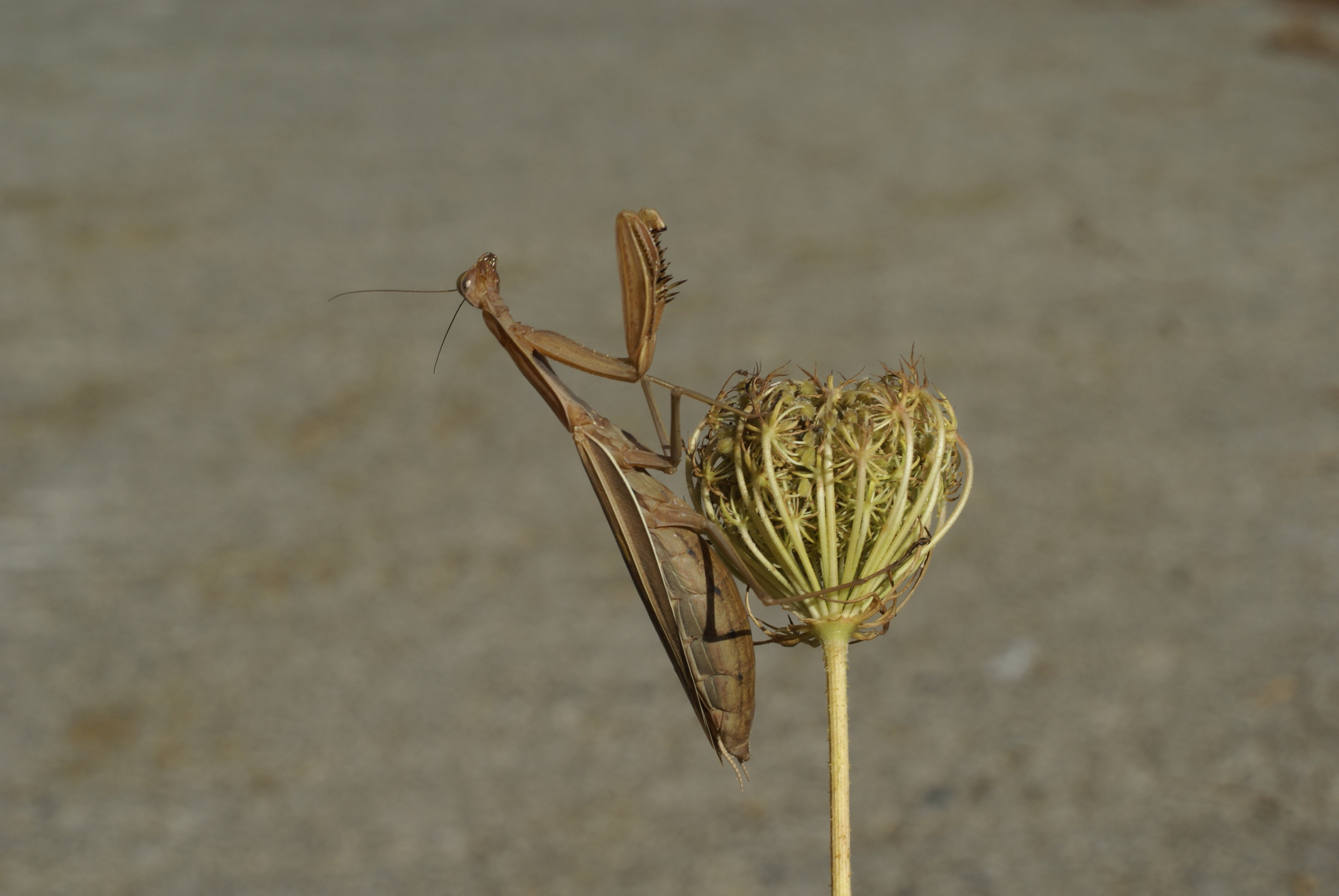
Mantis religiosa
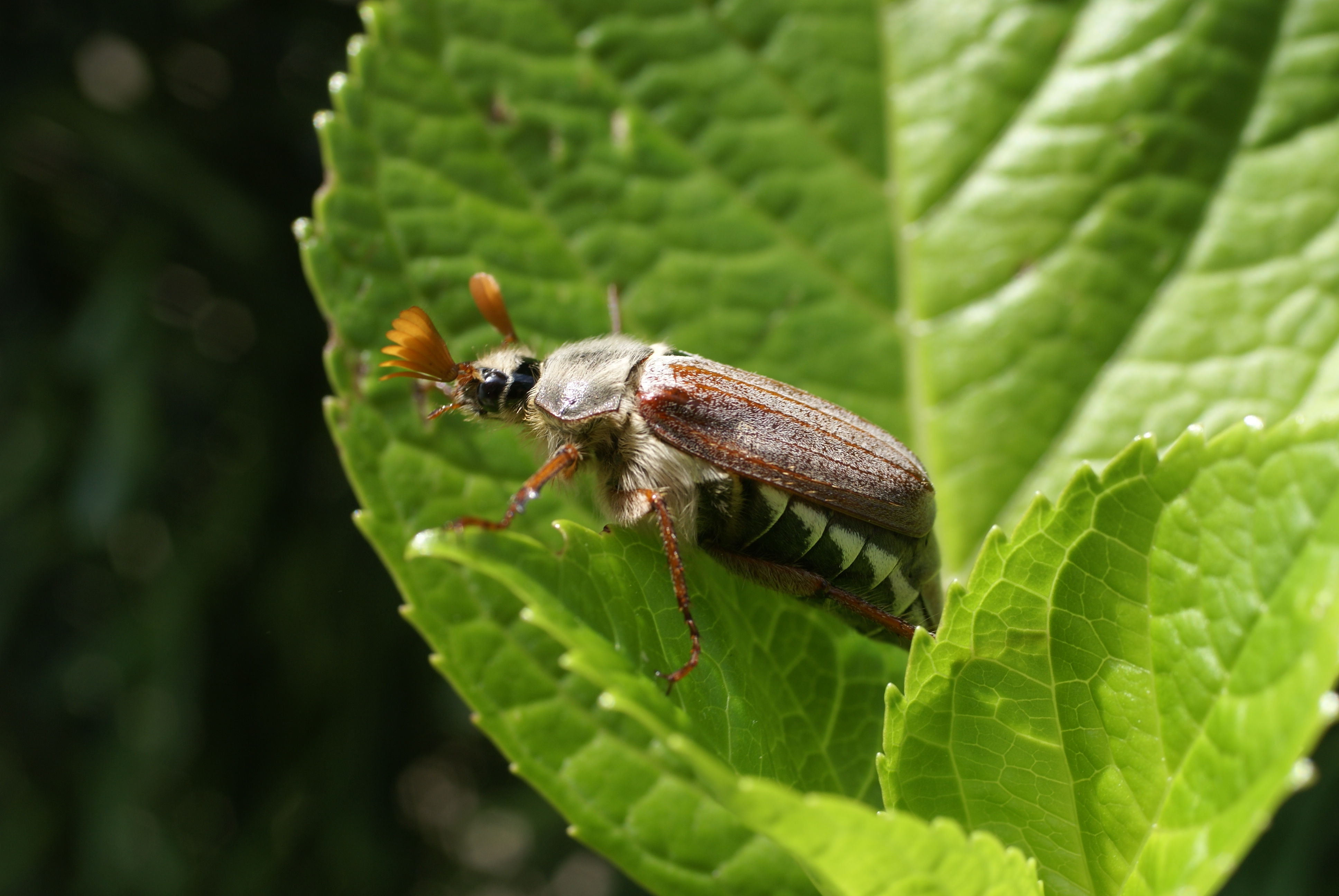
Melolontha
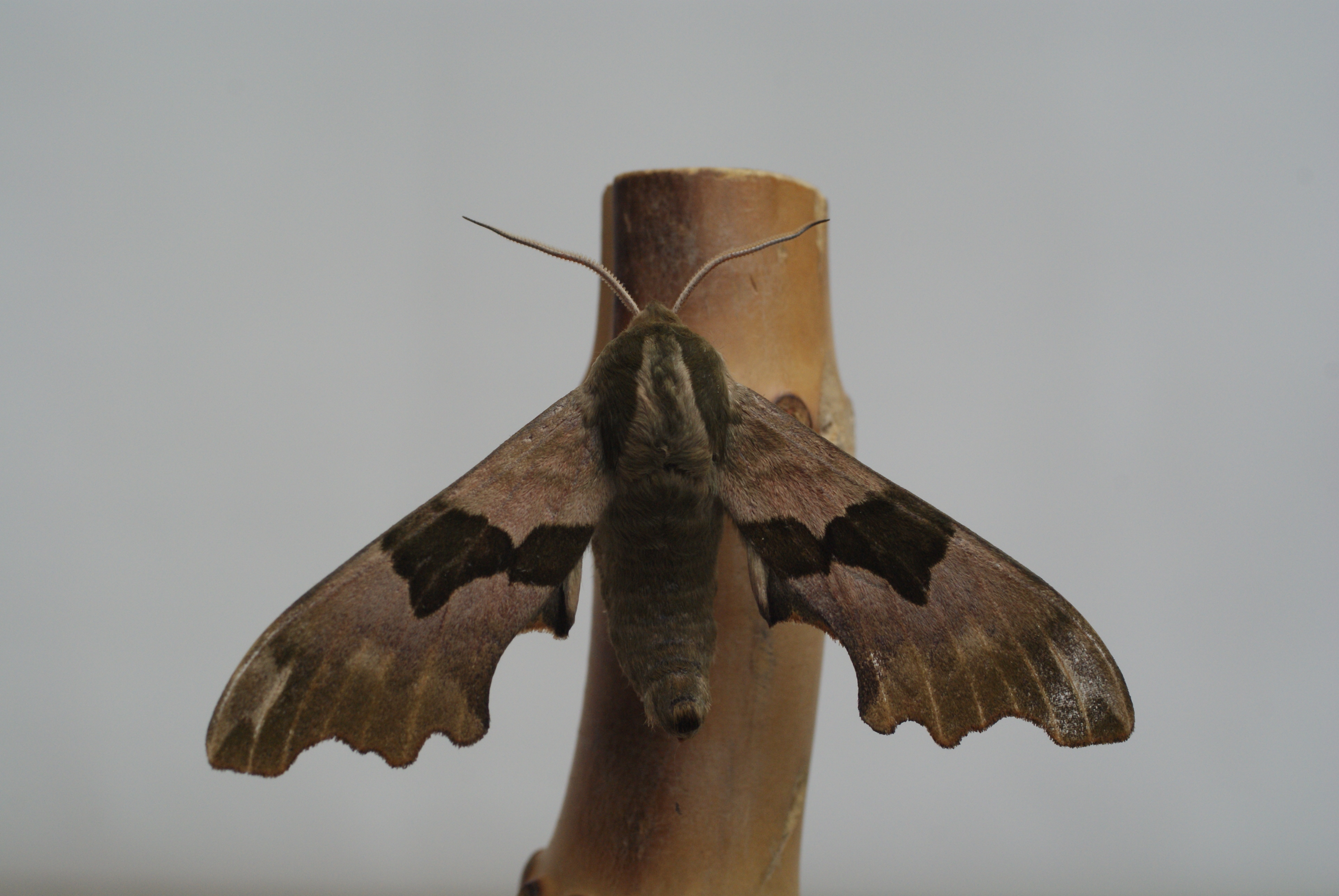
Mimas tiliae
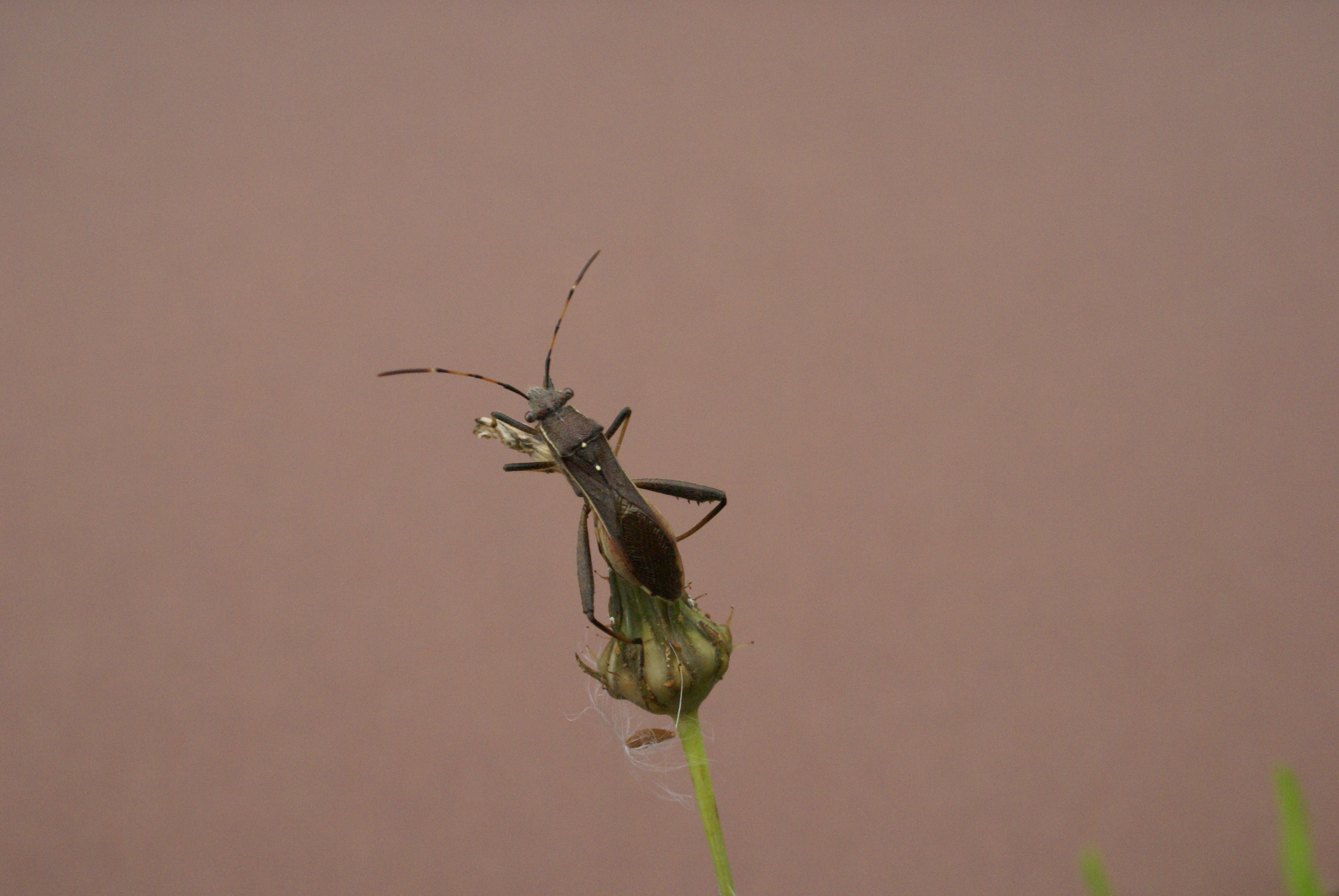
Mirido
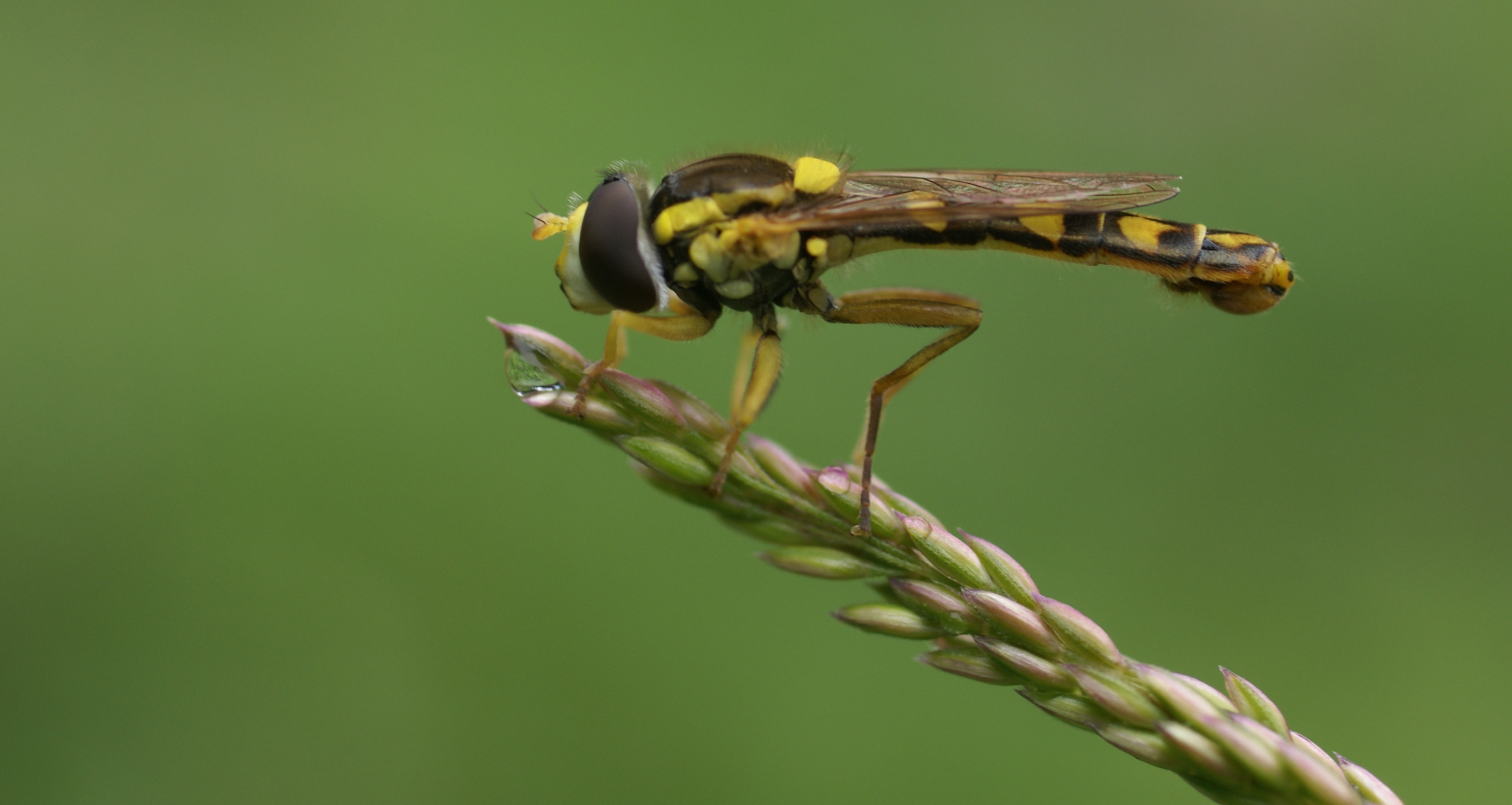
Mosca
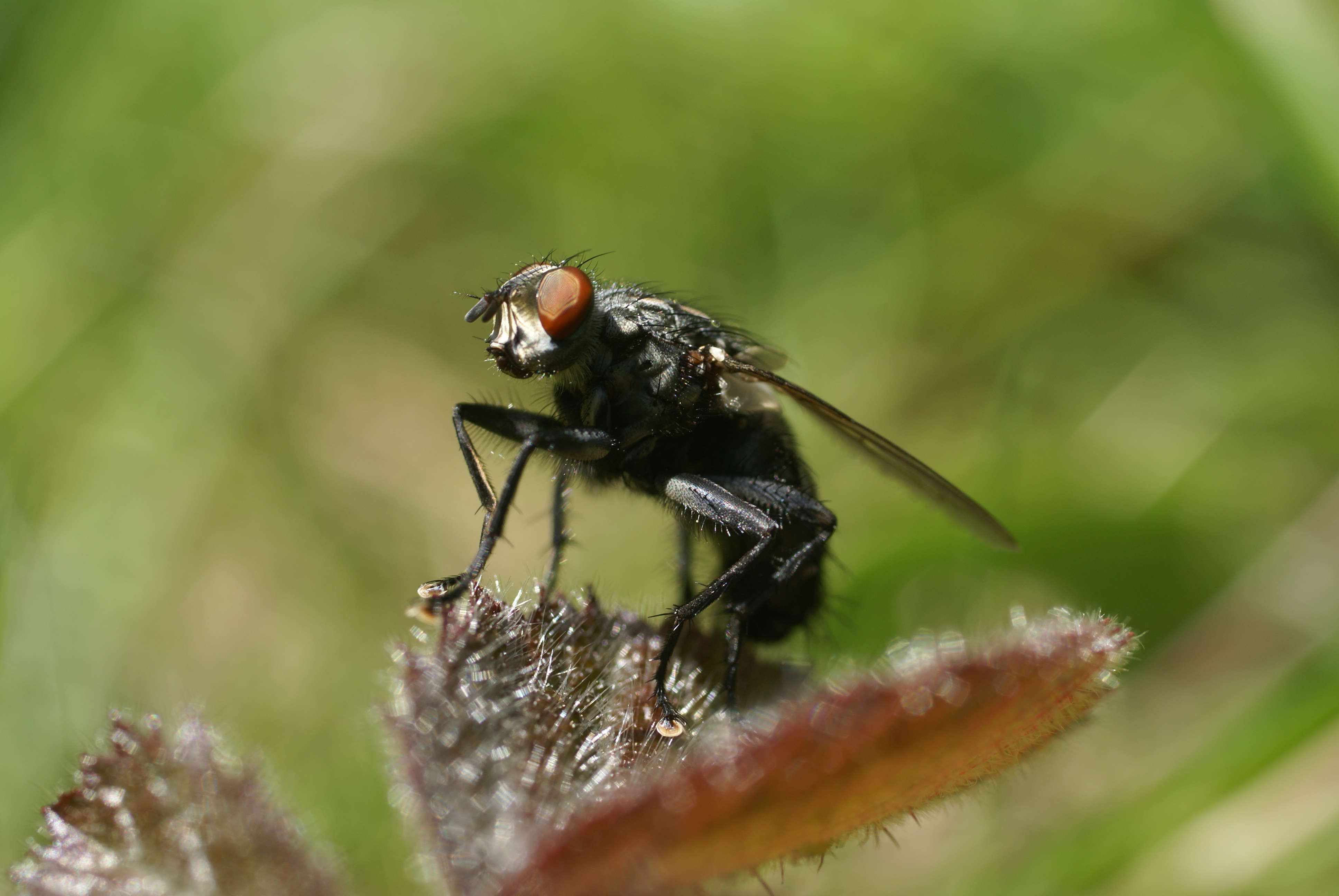
Mosca
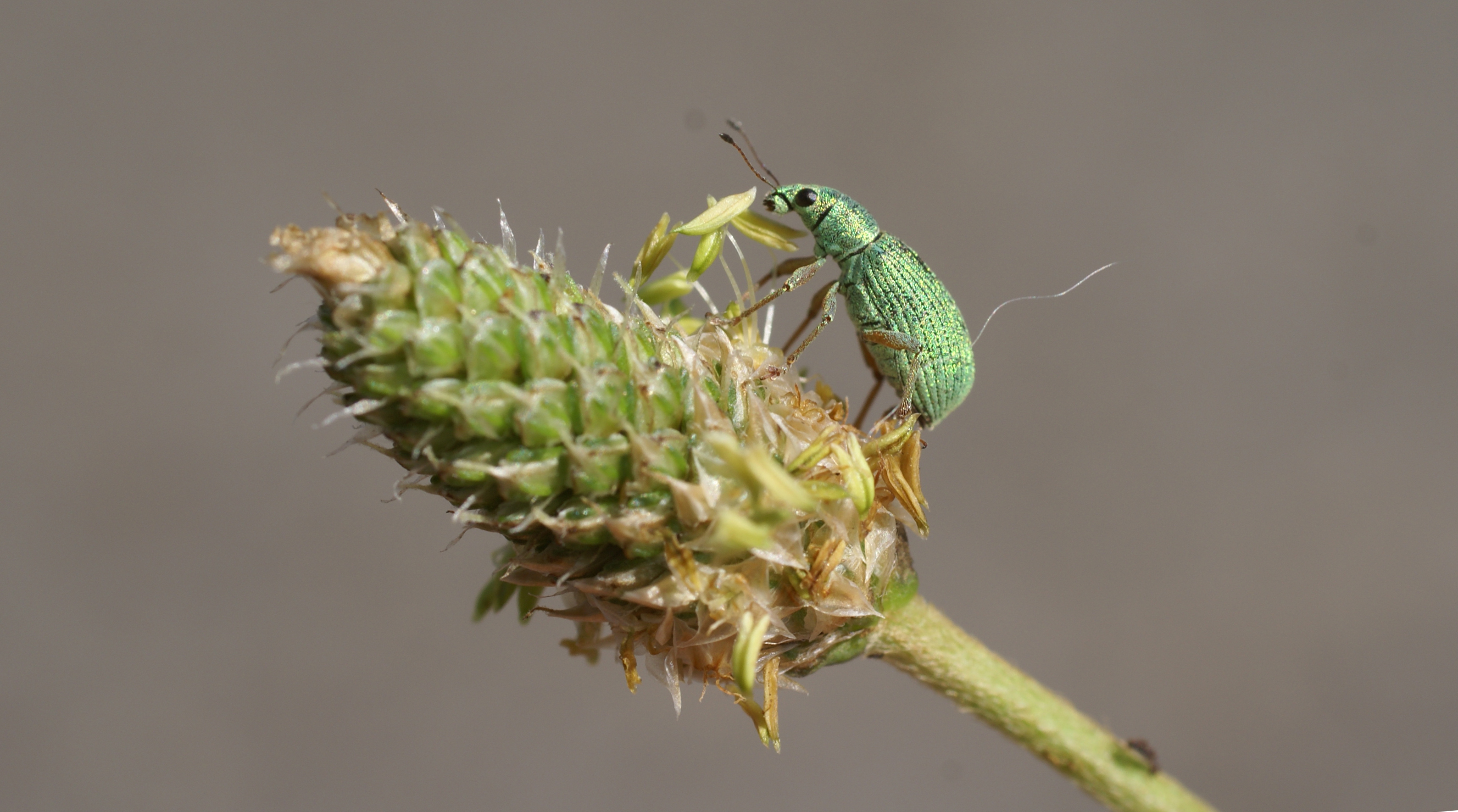
Gorgojo
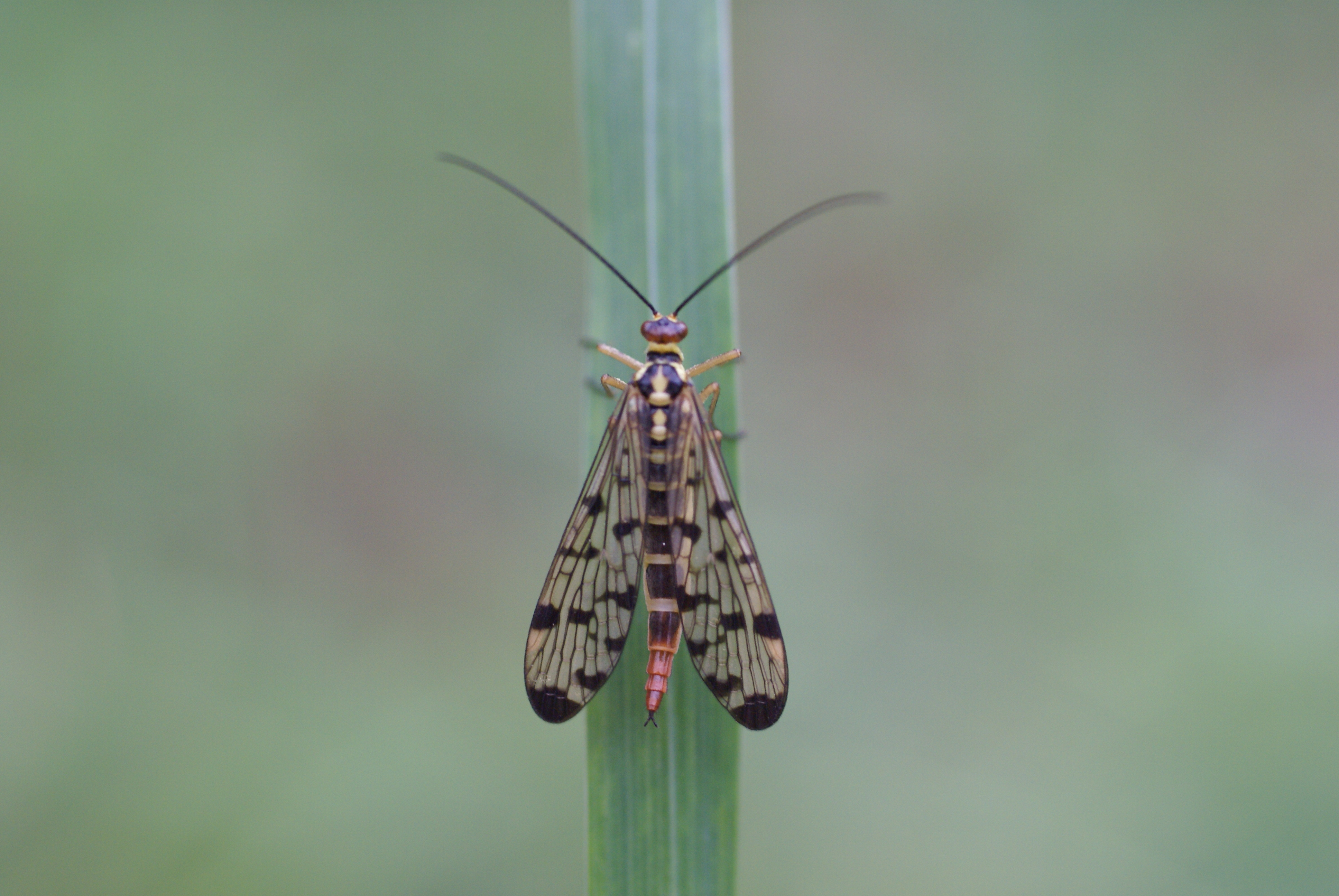
Panorpa
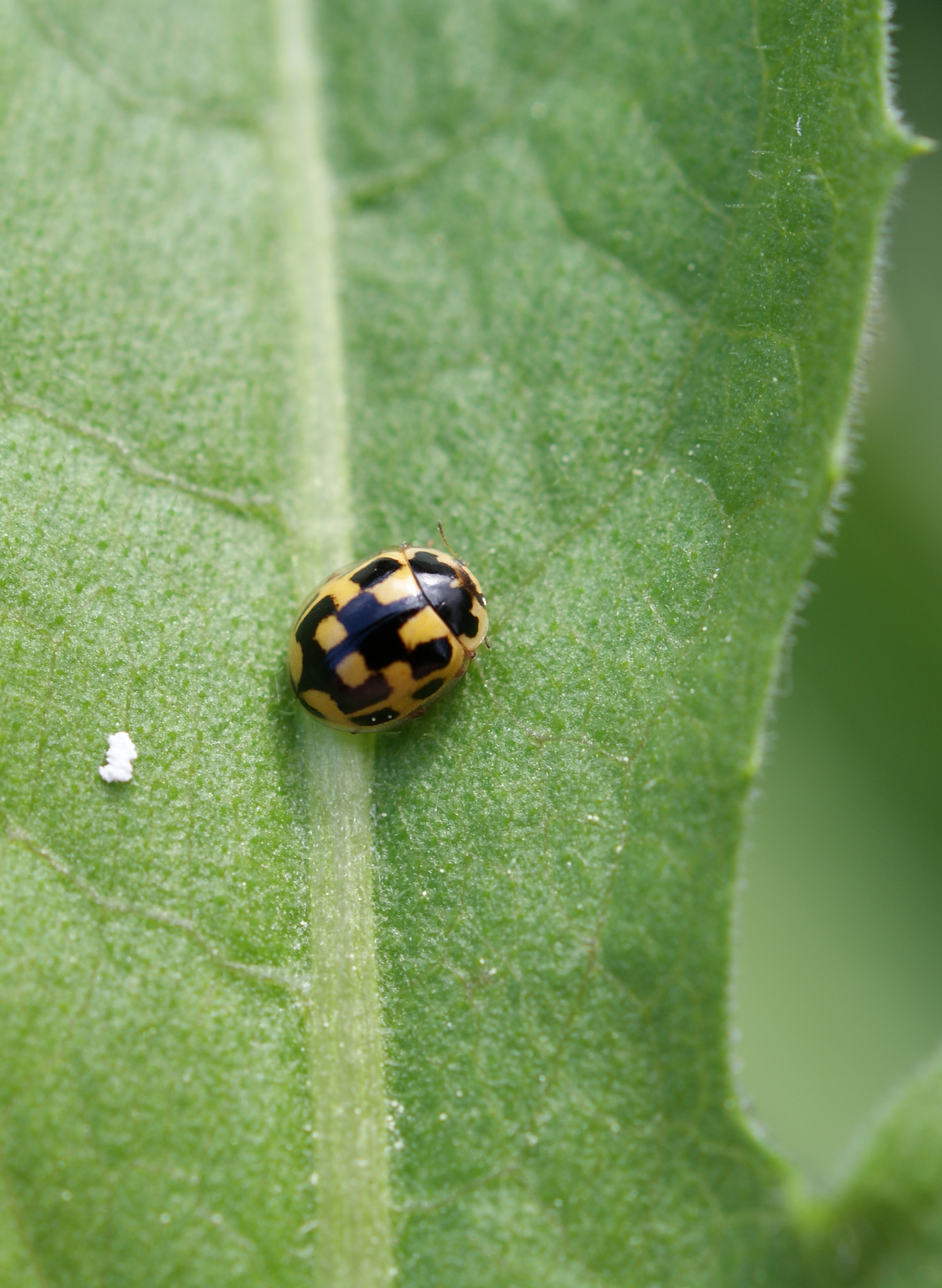
Mariquita (14 puntos)
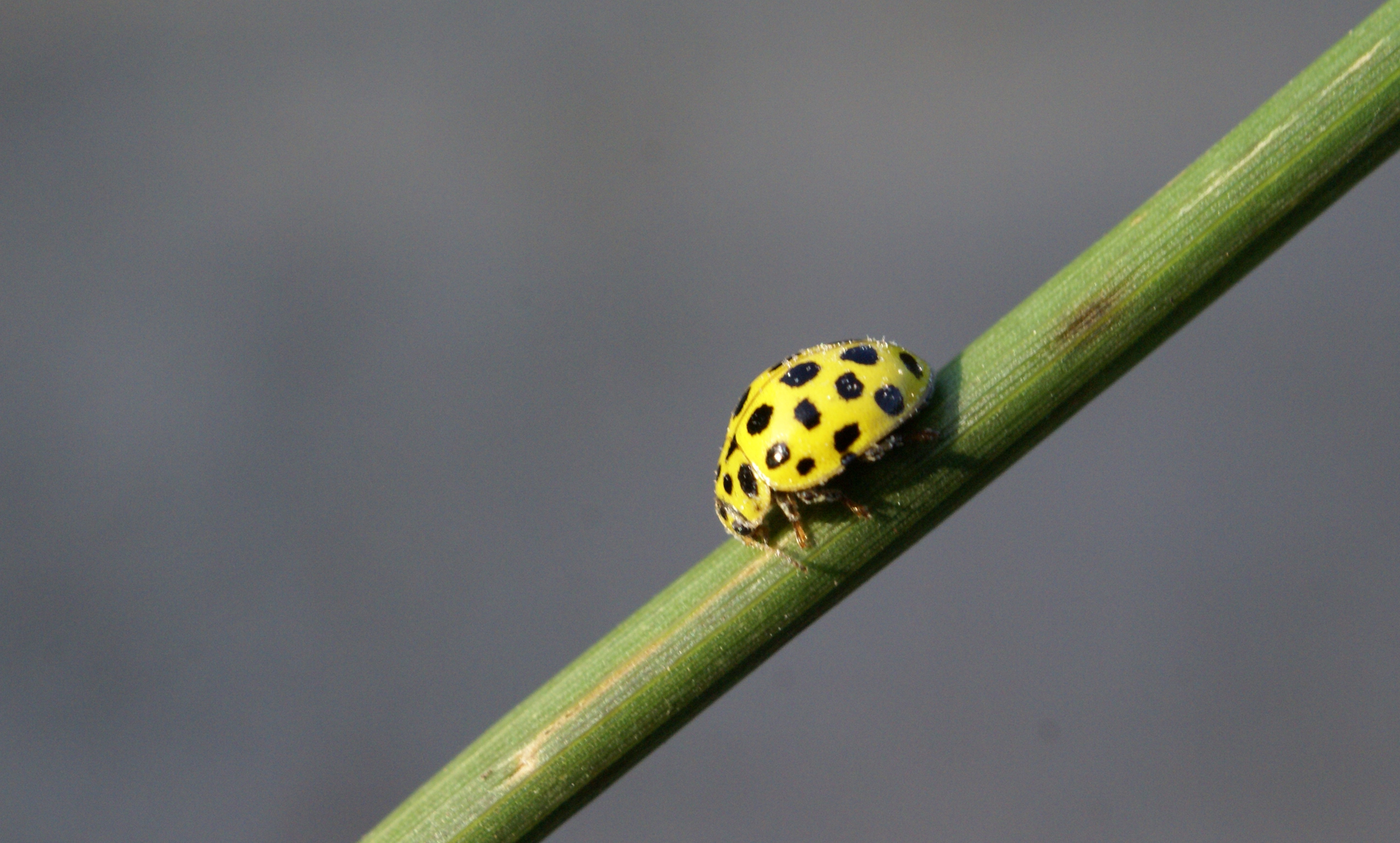
Mariquita (22 puntos)
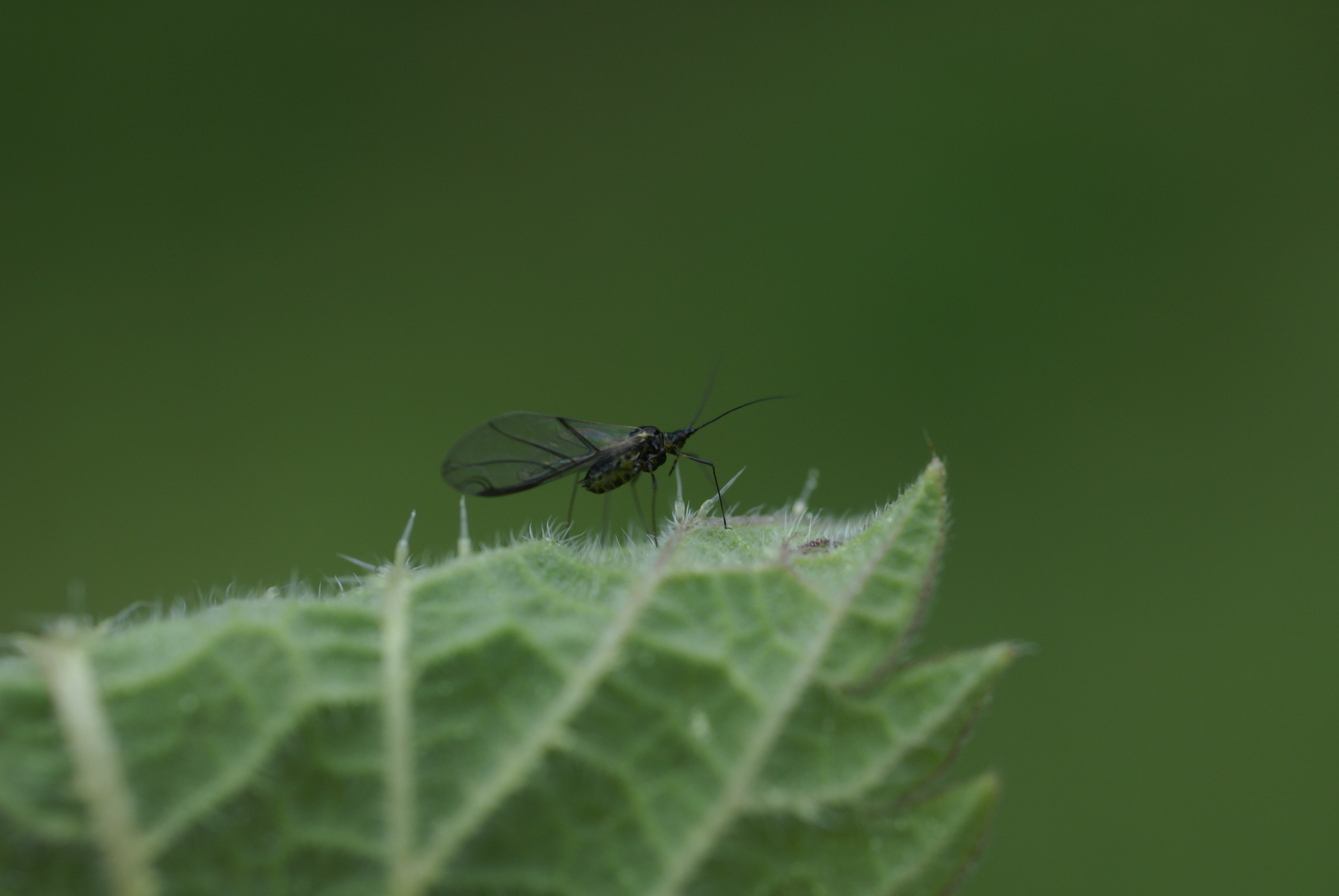
Pulgón
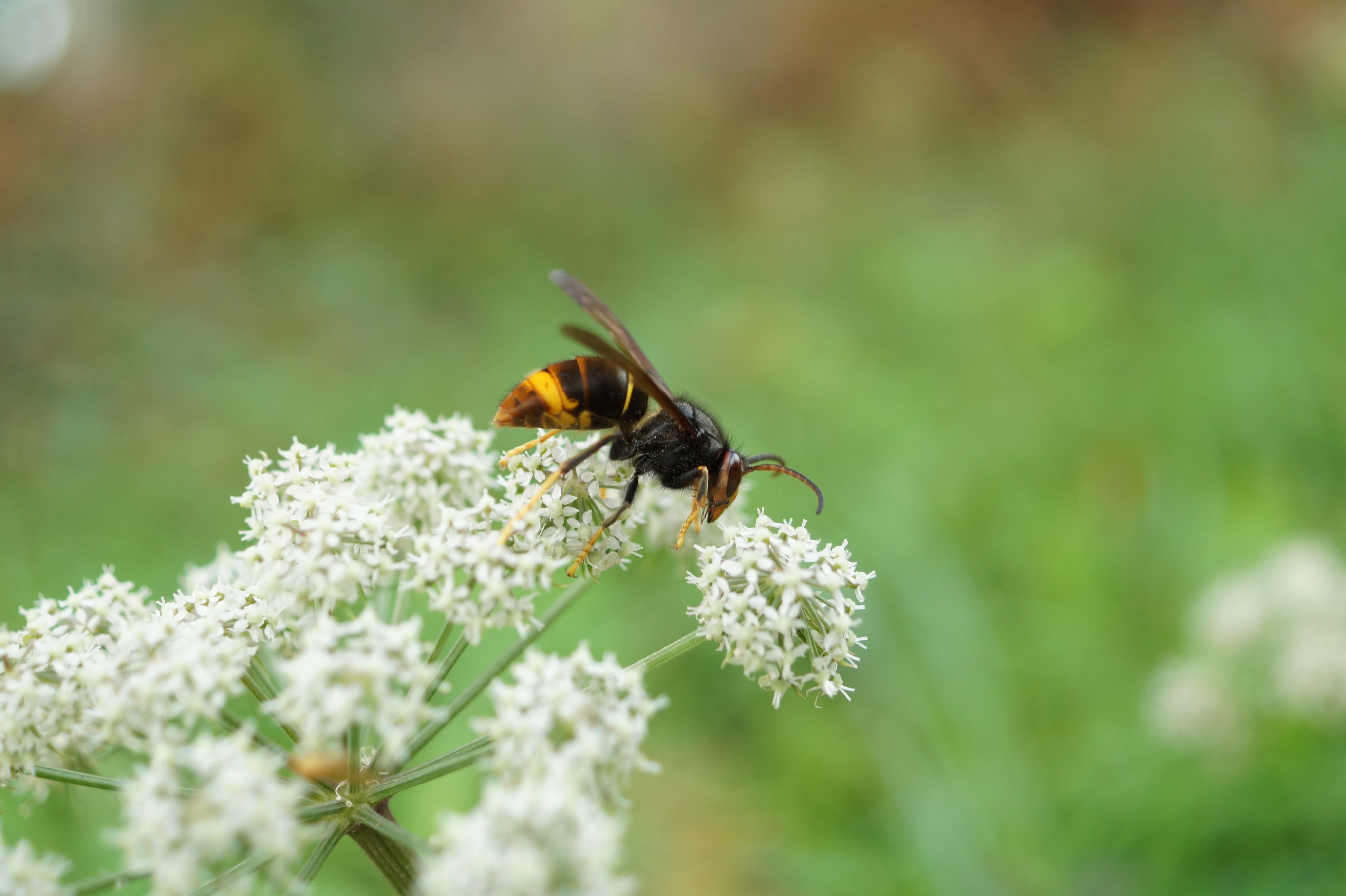
Avispa
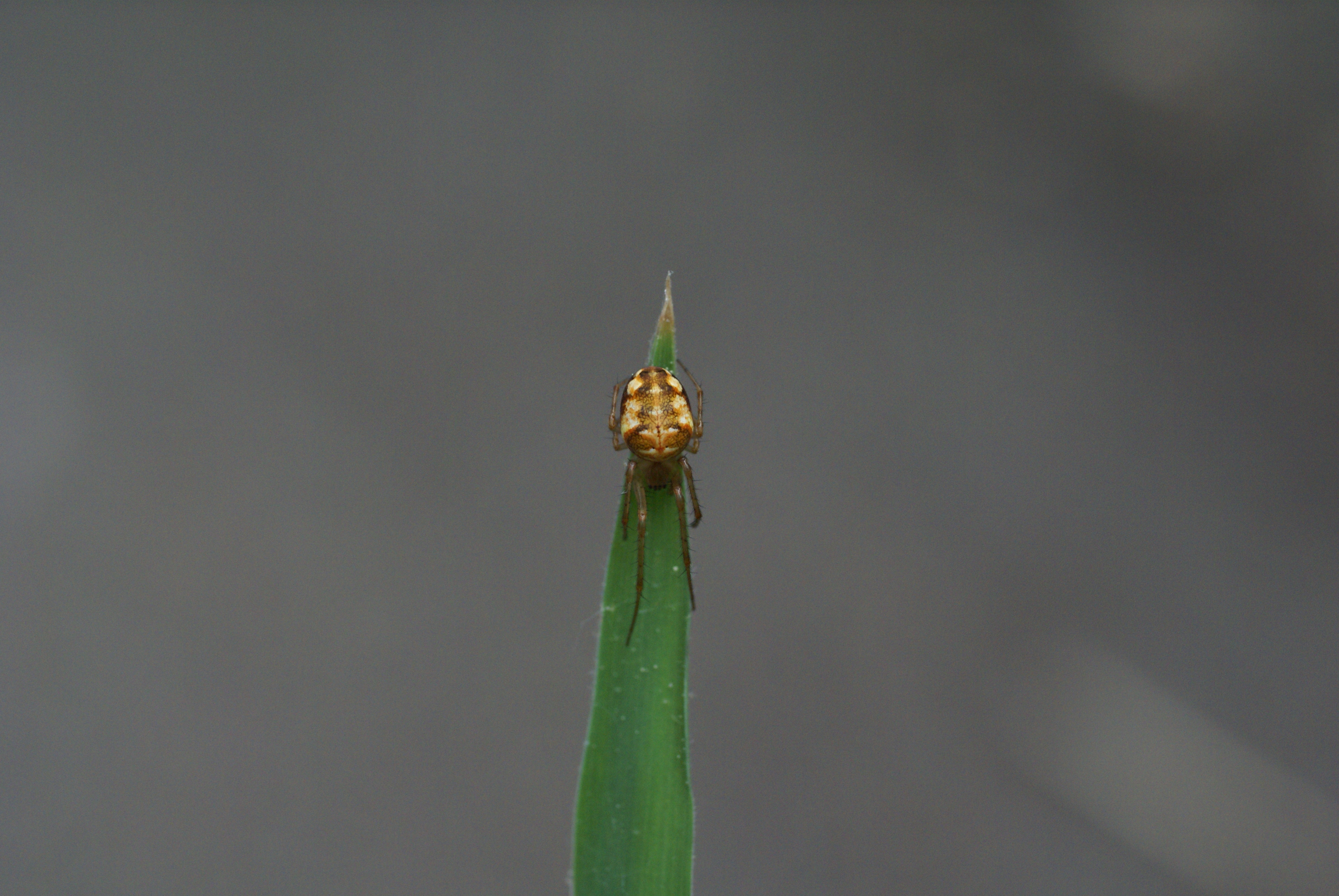
Mariposa Matellina
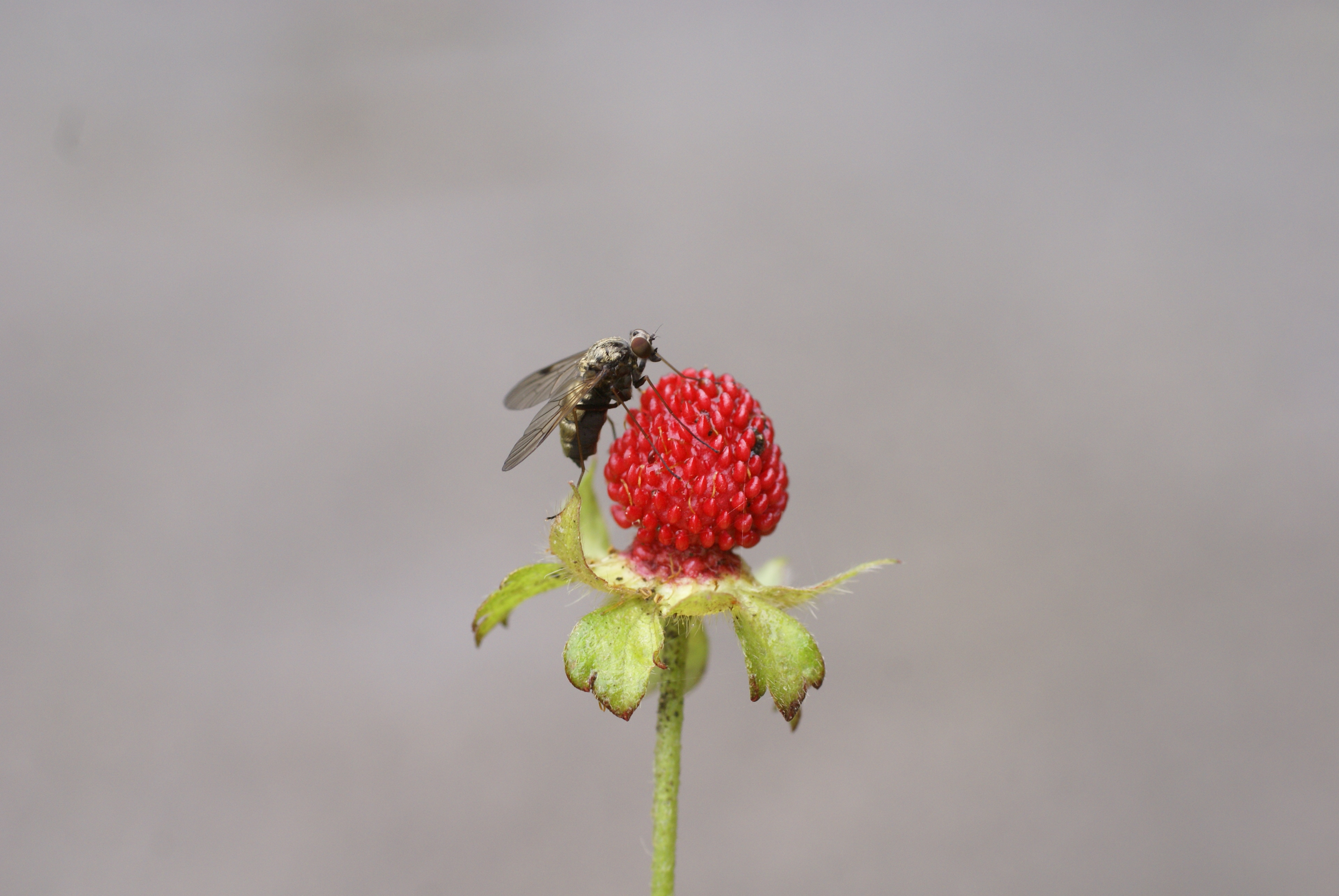
Mosca
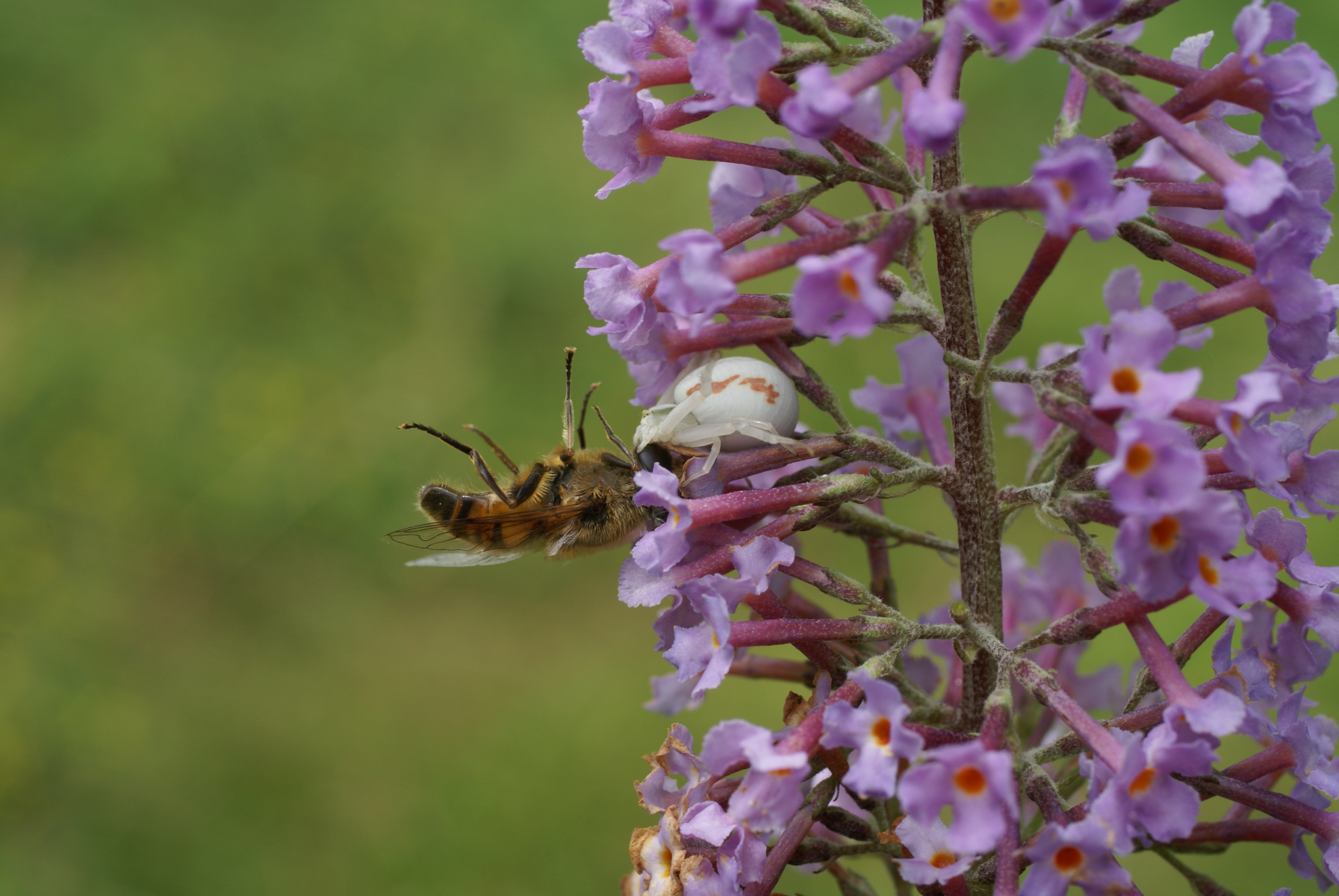
Araña Misumena vatia
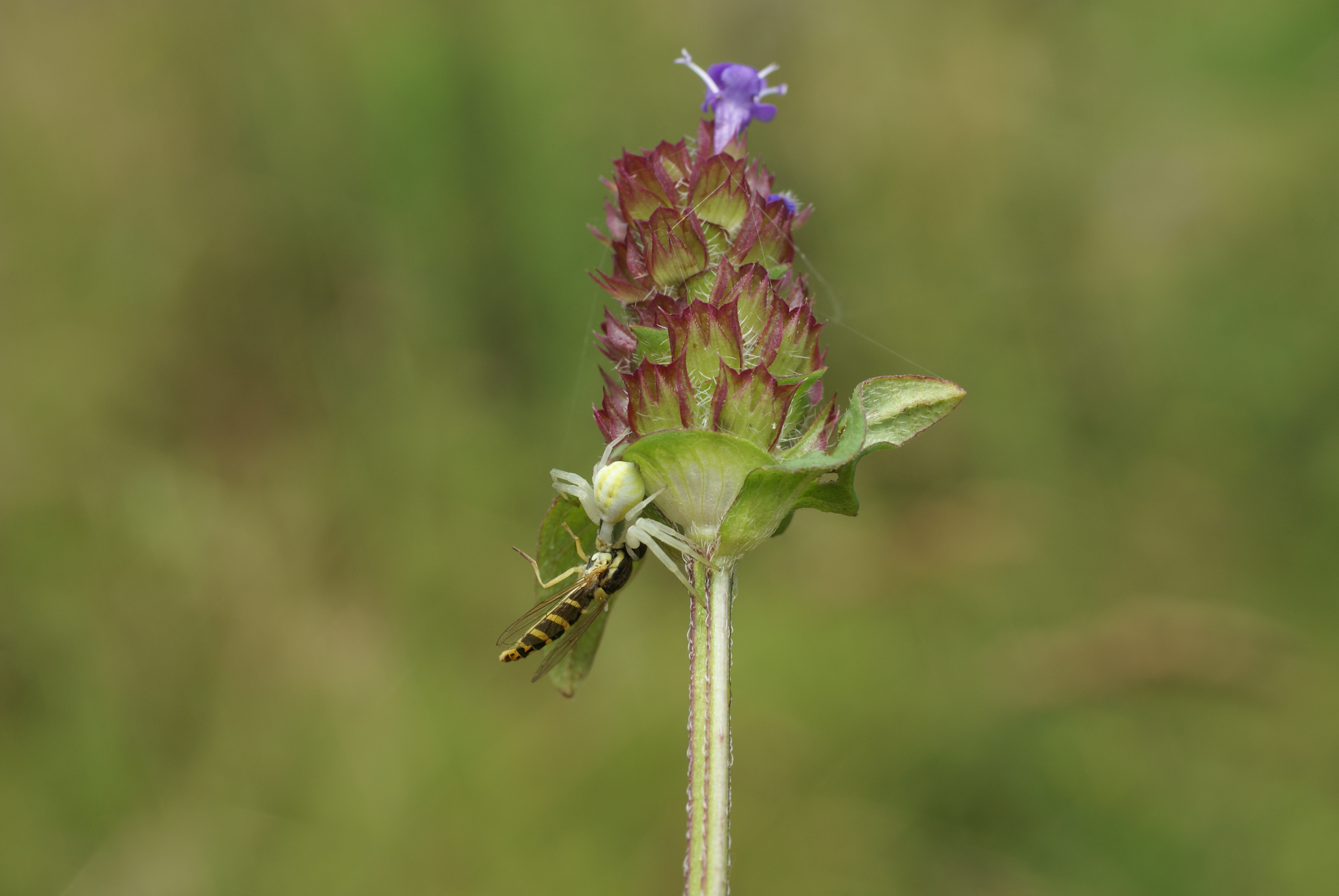
Araña Misumena vatia
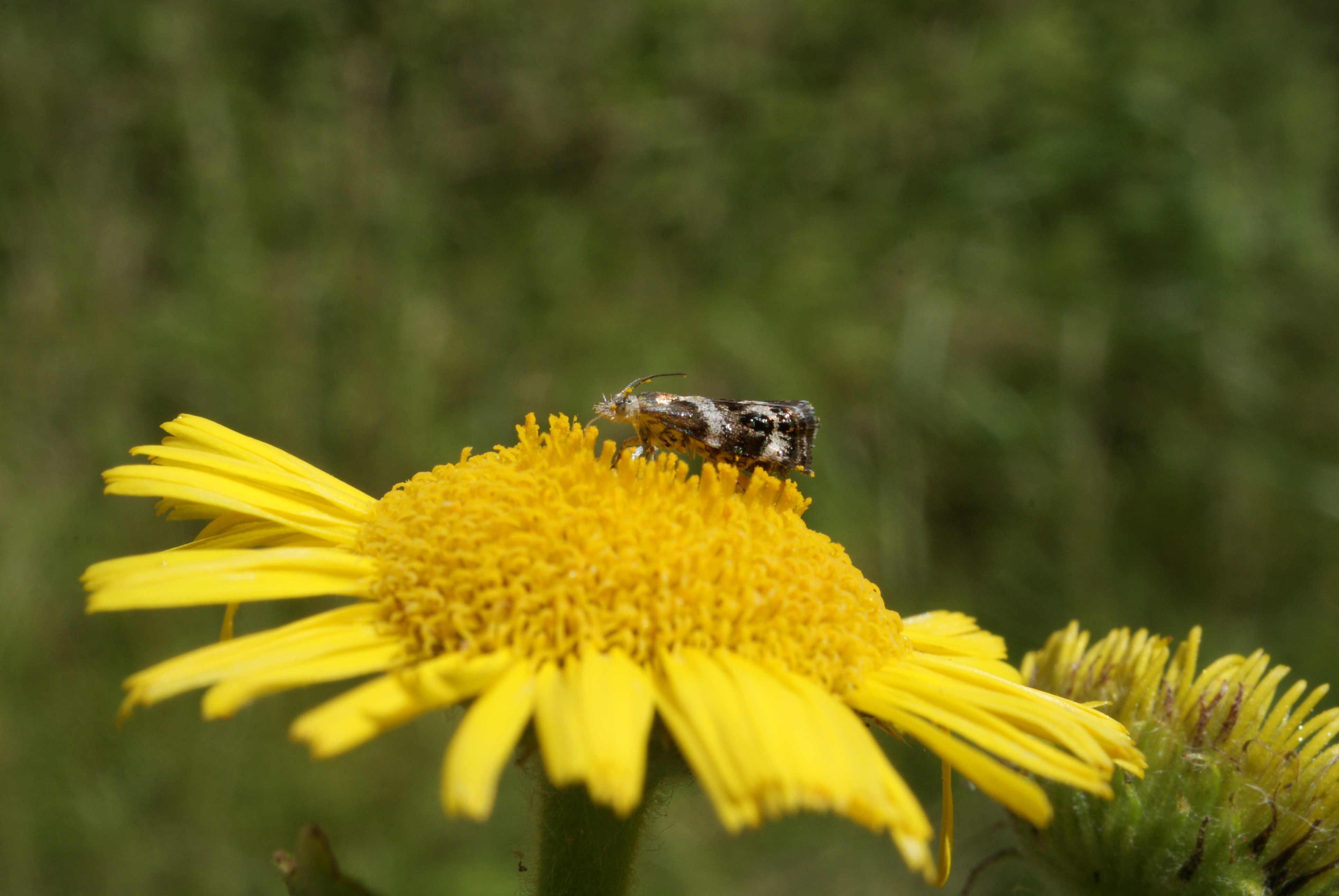
Polilla
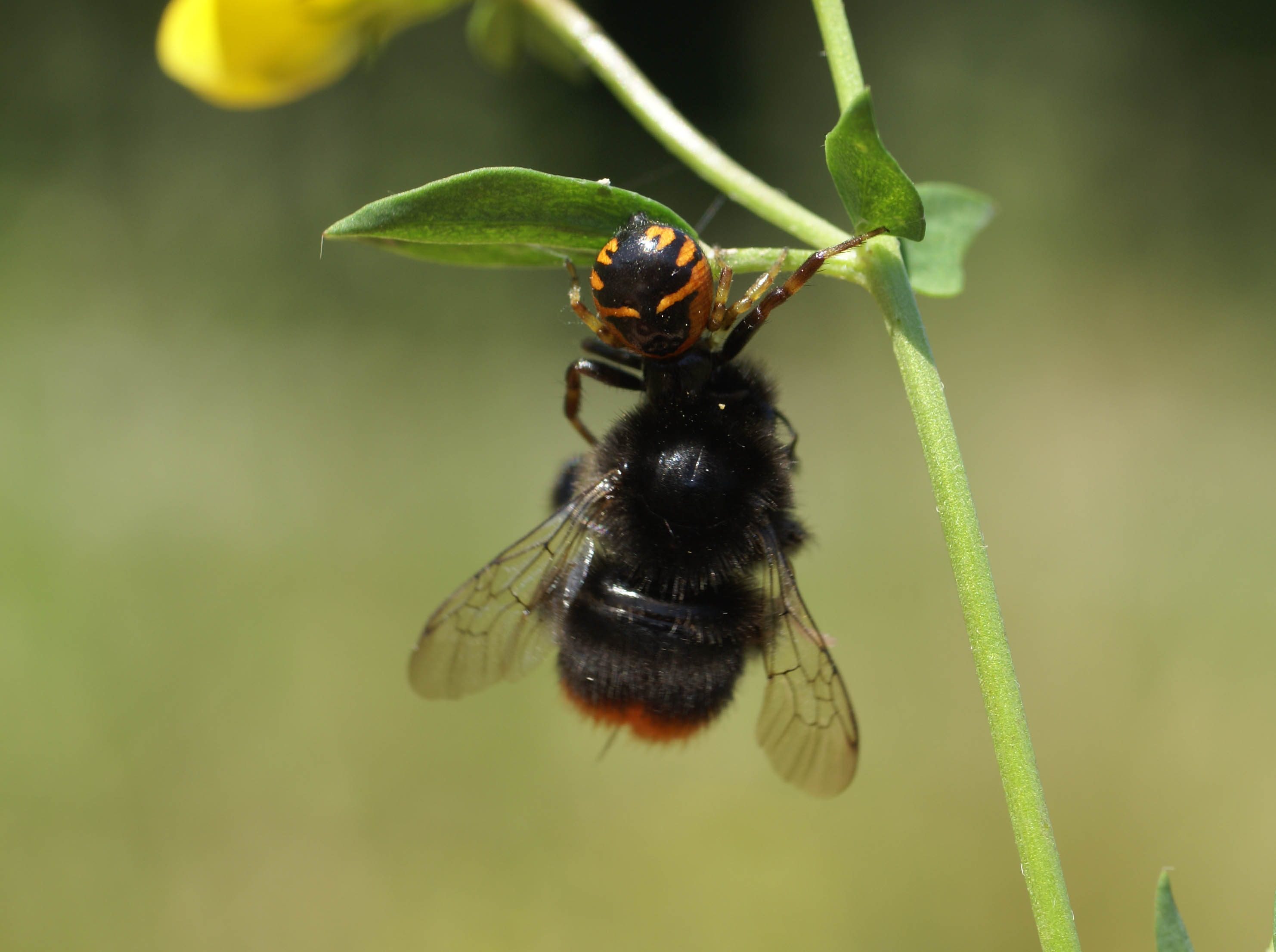
Araña, Sinaema globosun
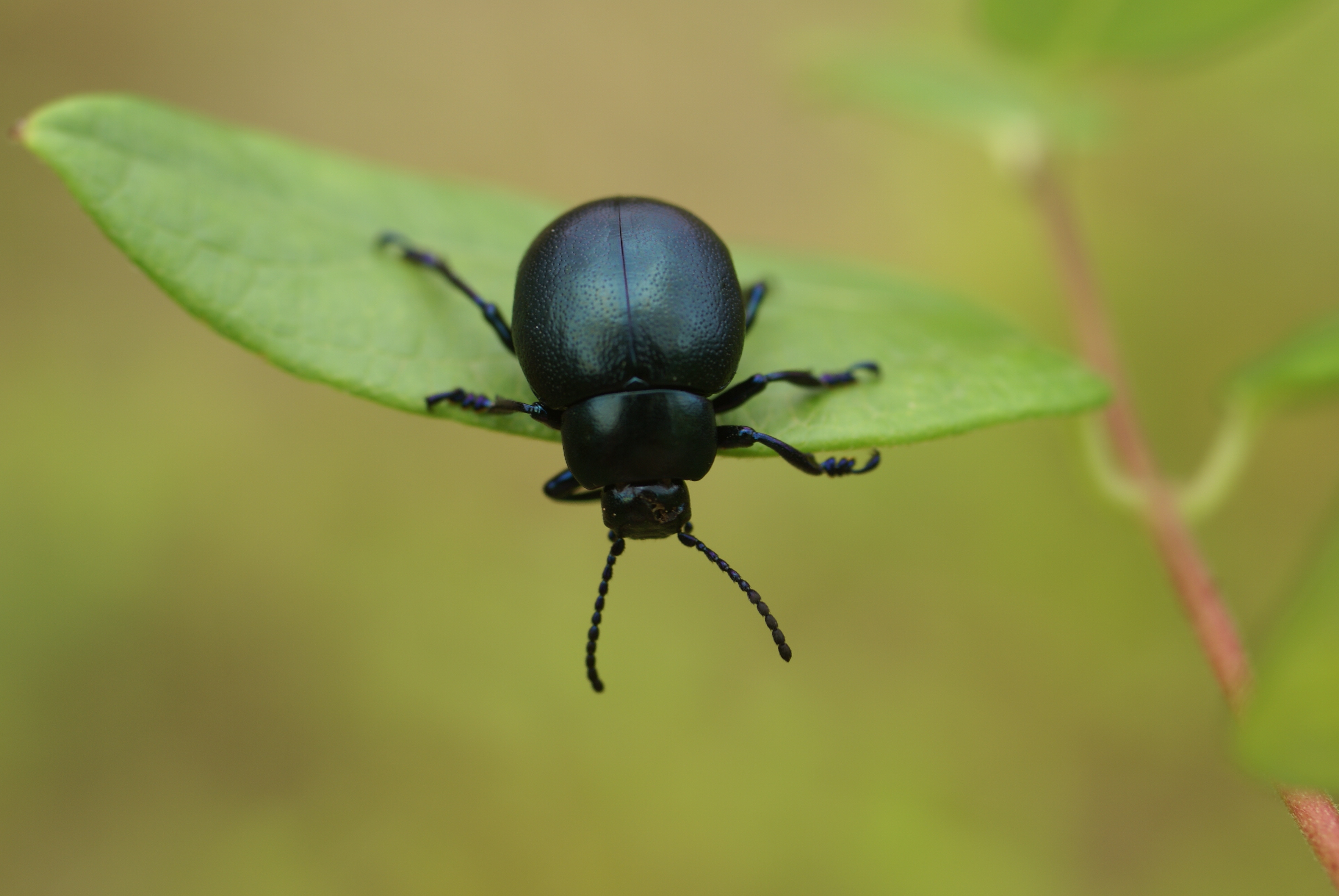
Escarajajo, Timarcha tenebricosa
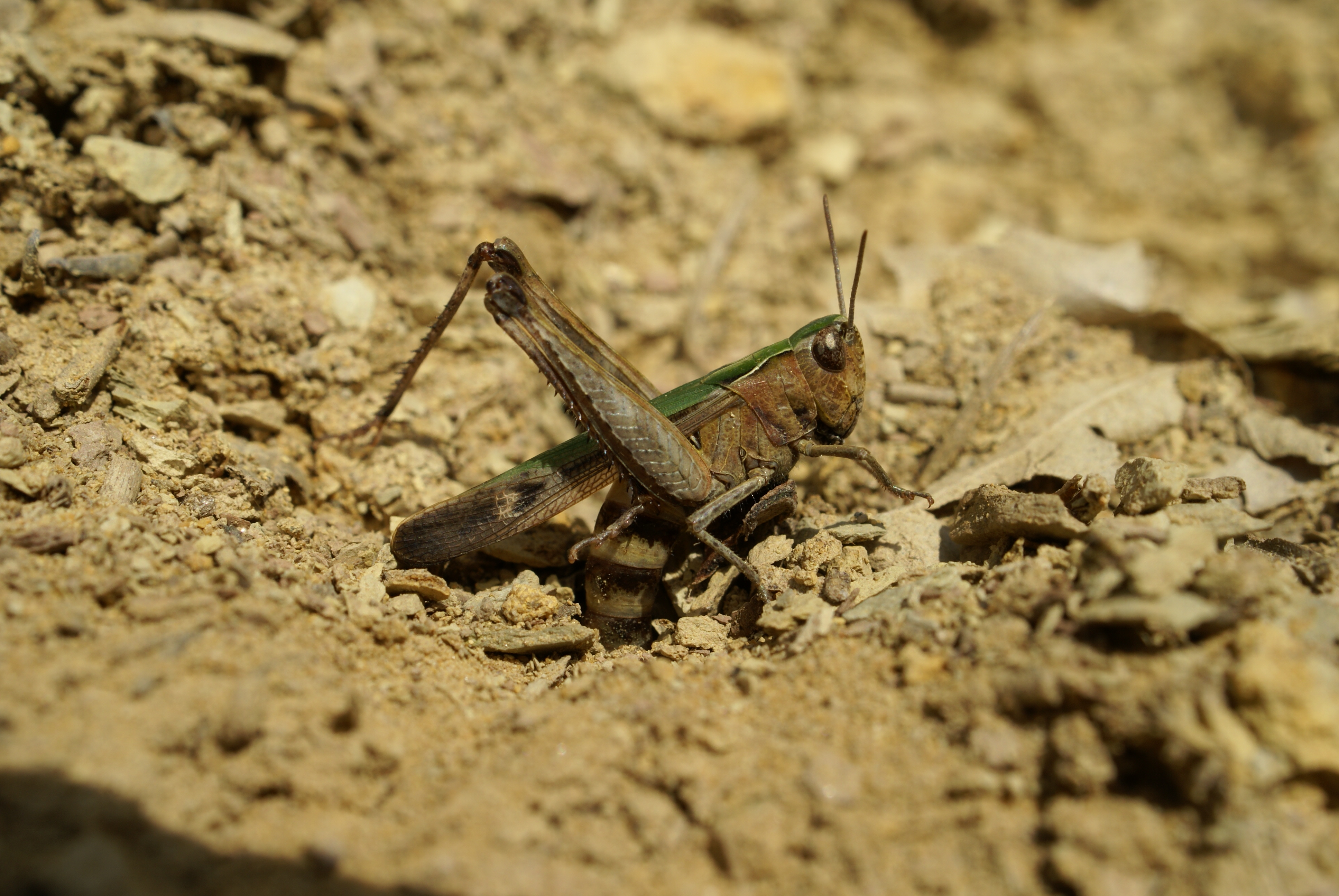
Saltamontes en puesta
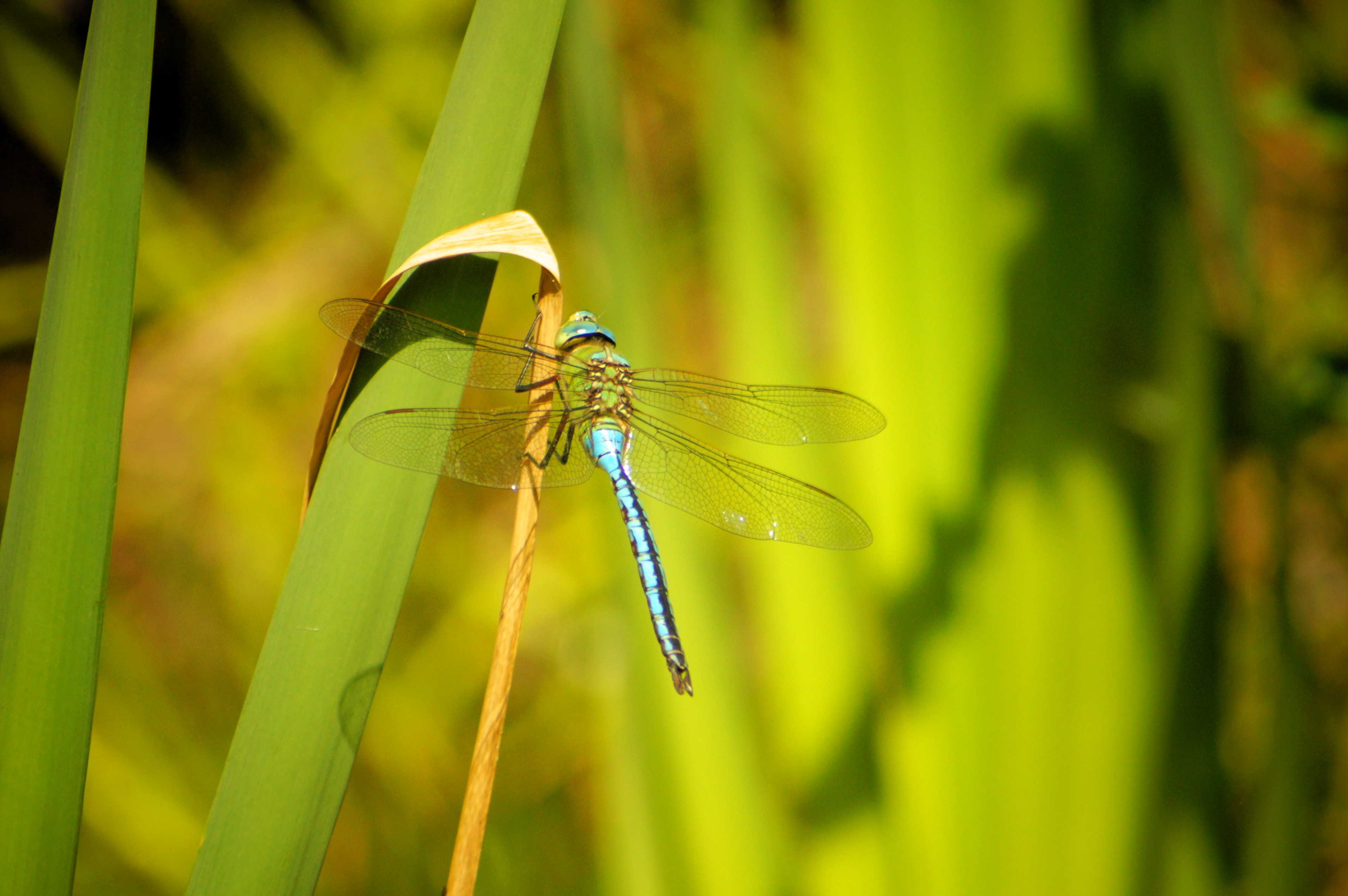
Libélula macho